# Regan Smith
Regan Smith, född den 23 september 1983 i Cato, New York, USA, är en amerikansk racerförare.

## Racingkarriär
Smith gjorde sin debut i NASCAR-sammanhang i Craftsman Truck Series säsongen 2002. Han tävlade främst i andraserien Busch Series de första åren, där han säsongen 2006 slutade på 20:e plats sammanlagt. Under 2007 vikarierade Smith för Mark Martin i Nextel Cup, i de race veteranen hade valt bort från sitt schema. Det följdes av en hel säsong 2008, då Smith var först över mållinjen på Talladega Superspeedway, men blev deplacerad till 19:e plats, sedan han hade kört om Tony Stewart nedanför den gula linjen på det sista varvet. Han blev årets rookie i Sprint Cup, även om slutplaceringen inte var bland de 25 bästa.

## Lag
NASCAR Sprint Cup Series
- 2007–2008 – Dale Earnhardt Inc (39 01 14)
- 2009–2012 – Furniture Row Racing (78)
- 2012 – Hendrick Motorsports (88)
- 2012–2013 – Phoenix Racing (51)
- 2014– – Stewart Haas Racing (14 41)
- 2015– – Chip Ganassi Racing (42)